# Jerko Novak
Jerko Novak, slovenski kitarist, pedagog in skladatelj, * 1. maj 1957, Beograd.
Študiral je matematiko in glasbo. Študij metematike na Fakulteti za naravoslovje in matematiko v Ljubljani je zaključil leta 1979. Študij in podiplomski študij kitare je zaključil na Visoki šoli za glasbo in gledališko umetnost v Gradcu leta 1984.
Deluje kot kitarski solist, skladatelj, koncertant in pedagog. 
V letih 1980-92 je poučeval glasbo na AG. Od leta 1989 poučuje na srednji glasbeni in baletni šoli, sedaj Konservatorij za glasbo in balet v Ljubljani.
Izvedel je več solističnih in komornih del slovenskih skladateljev.
Njegova skladateljska dejavnost obsega glasbo za gledališke predstave, radijske in televizijske oddaje in glasbe za film. 
Med verjetno najbolj znana dela sodita po besedilu Kajetana Koviča uglasbljena Zlata ladja (1978) in Maček Muri in muca Maca (1984), ki sta nastala ob sodelovanju z Neco Falk.
Je član skupine Salamander, ki sta jo ustanovila Tomaž Pengov in Milan Dekleva in je delovala v 70. letih (člani Bogdana Herman, Lado Jakša, Matjaž Krainer, Sašo Malahovsky, Božidar Ogorevc, Meta Stare, Metka Zupančič). Od januarja 2019 skupina na pobudo Božidarja Ogorevca ponovno deluje v sestavi: Milan Dekleva, Bogdana Herman, Jerko Novak, Božidar Ogorevc in Lado Jakša.